# Abramo (Argentine)
Pour les articles homonymes, voir Abramo.
Abramo est une localité rurale argentine située dans le département de Hucal et dans la province de La Pampa.

## Démographie
La localité compte 312 habitants (Indec, 2010), soit une diminution de 3 % par rapport au précédent recensement de 2001 qui comptait 323 habitants.